# Silvia Rigoni
Silvia Rigoni (* 1962; heimatberechtigt in Oberentfelden;) ist eine Schweizer Politikerin (Grüne).

## Leben
Silvia Rigoni ist eine Seconda mit deutschen und italienischen Wurzeln. Sie ist Psychologin und arbeitet als Leiterin der Beratungsstelle für Wohnen im Alter der Stadt Zürich. Sie lebt in Zürich.

## Politik
Silvia Rigoni konnte im September 2016 für den zurückgetretenen Ralf Margreiter in den Kantonsrat des Kantons Zürich nachrücken. Sie ist seit 2016 Mitglied der Kommission für Staat und Gemeinden.
Rigoni ist seit 2017 Vorstandsmitglied von Secondas Zürich und seit 2018 Vorstandsmitglied des Mieterinnen- und Mieterverbands des Kantons Zürich. Seit 2018 ist sie Stiftungsrätin der Pensionskasse Stadt Zürich und seit 2022 Vorstandsmitglied der Sans-Papiers Anlaufstelle Zürich SPAZ.